# Maciej Wrzeszcz

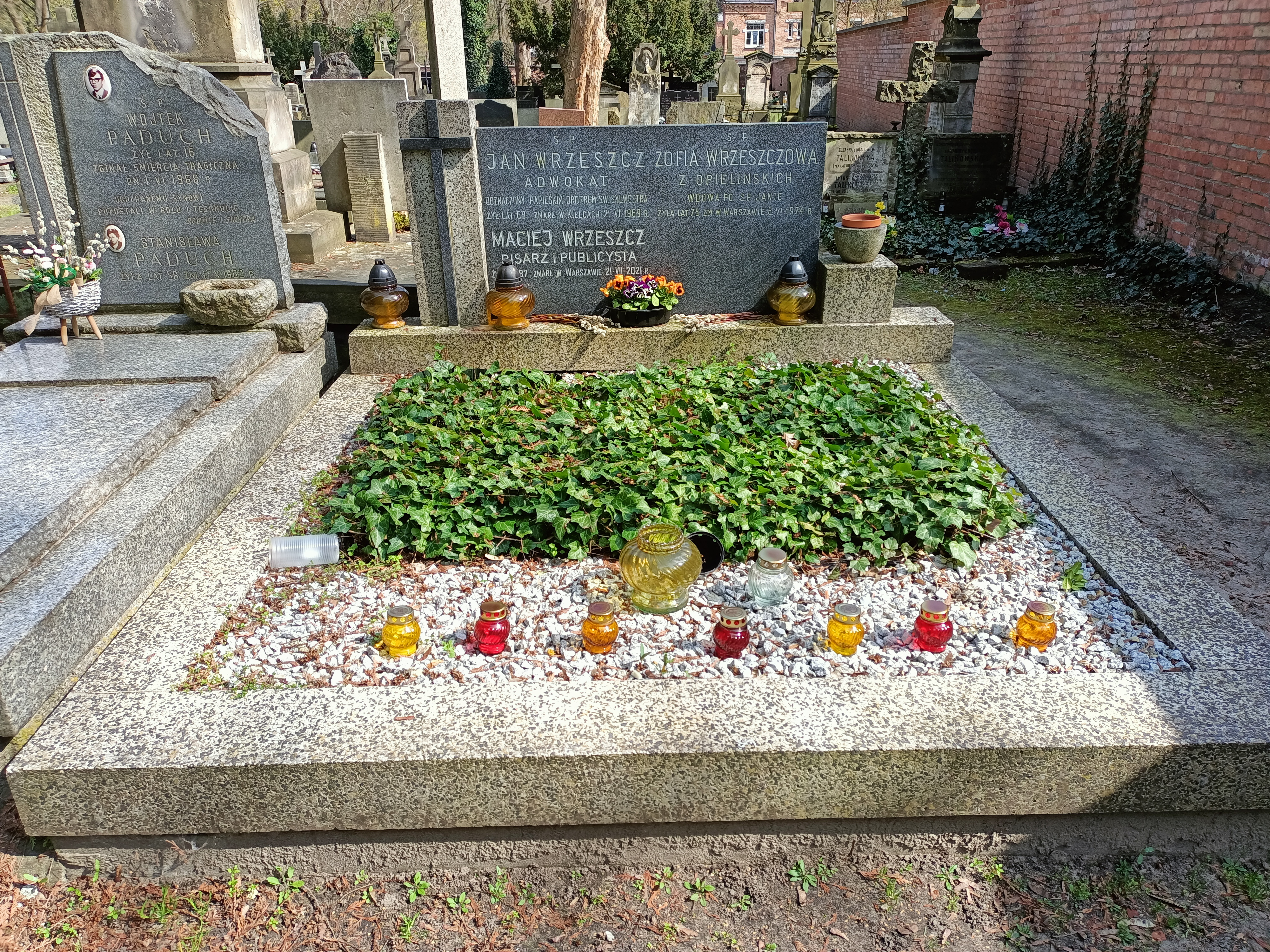
Grób Macieja Wrzeszcza na Cmentarzu Powązkowskim

Maciej Wrzeszcz (ur. 11 marca 1934 w Warszawie, zm. 21 lipca 2021) – polski dziennikarz i działacz katolicki, były przewodniczący Stowarzyszenia PAX i Polskiego Forum Chrześcijańsko-Demokratycznego (1989–1992).

## Życiorys
Ukończył studia na Wydziale Humanistycznym Katolickiego Uniwersytetu Lubelskiego, po czym pracował jako nauczyciel. Był jednocześnie działaczem i pracownikiem Stowarzyszenia PAX, zastępcą redaktora naczelnego „Słowa Powszechnego” (1963–1965), a także redaktorem naczelnym „Kierunków” (1965–1971). Był także dziennikarzem pisma „Życie i Myśl”. W 1989 został przewodniczącym Zarządu Głównego Stowarzyszenia PAX, zaś w następnym roku uzyskał reelekcję na to stanowisko. W 1990 rozpoczął pracę korespondenta prasy paxowskiej w Watykanie. Po przekształceniu się PAX w Polskie Forum Chrześcijańsko-Demokratyczne pełnił funkcję prezesa tej organizacji (1991–1992). 
W latach 90. był doradcą KRRiTV ds. rozgłośni katolickich.
Był autorem książek O kierunku polskiej chrześcijańskiej demokracji (Warszawa 1991) oraz Paweł VI: szkice do portretu wielkiego papieża (trzy wydania w latach 1979, 1982, 1988). 
Zmarł 21 lipca 2021, pochowany został 29 lipca 2021 na Starych Powązkach w rodzinnym grobie.

## Odznaczenia
- Krzyż Kawalerski Orderu Odrodzenia Polski (1969)[3]